# SB/DJK Rosenheim
Sportbund Deutsche Jugend Kraft Rosenheim e.V. é uma agremiação esportiva alemã, fundada em 1920, sediada em Rosenheim, na Baviera.

## História
Além do futebol, oferece outros esportes como tênis, basquete e futebol americano. É mais conhecido pelo antigo departamento de hóquei no gelo. Desde 1978, após a insolvência da equipe da Bundesliga, EV Rosenheim, que ganhou três campeonatos alemães em 1982, 1985 e 1989. A equipe, atualmente Rosenheim Starbulls, atua agora de maneira independente.
Disputou no futebol uma única temporada na terceira camada, a Bayernliga, na temporada 1978-79. Na temporada 2012-13, retornou a essa divisão que agora corresponde ao quinto nível.
O clube foi formado após a Primeira Guerra Mundial, em 1920, sob o nome de DJK Rosenheim, DJK ou Jugend Deutsche Kraft para ser uma organização de esportes da Igreja Católica na Alemanha. O DJK não tinha um departamento de futebol, pois seus membros eram relutantes, mas, eventualmente, em 1932, um movimento para formar o departamento foi aprovado. 
O DJK praticamente desapareceu durante a Segunda Guerra Mundial, contudo, foi recriado em 1947, como SB Rosenheim. A nova equipe atuou nas ligas mais baixas da região, por vezes lutando para atrair jogadores. Em 1955, reconectado com seu passado religioso, voltou à associação DJK, adotando seu nome atual SB/DJK Rosenheim. O estádio e a sede foram comprados pela Igreja Católica no ano seguinte. 
O time permaneceu ao longo de sua história à sombra do rival local, TSV 1860 Rosenheim, o qual conseguiu algumas passagens ocasionais na camada três, Bayernliga, enquanto o SB/DJK disputava as menores ligas amadoras, como a C e B-Klasse. Em 1970, o clube conseguiu o acesso para níveis mais respeitáveis quando chegou à Bezirksliga (V), no momento em que o TSV 1860 foi rebaixado da Landesliga Bayern-Süd. Enquanto o TSV retornava à Landesliga, após duas temporadas, o SB teve que esperar a promoção até 1977. 
O clube obteve um sucesso instantâneo na Landesliga, conquistando o título em sua primeira temporada e ganhando a promoção para a Bayernliga, na qual o TSV atuava. Os jogos contra o rival local atraíram um bom público, com 1100 e 2500 espectadores nos dois confrontos. No entanto, a estada do SB na terceira divisão foi de curta duração, sofrendo rebaixamento imediato. 
Ao retroceder à Landesliga, ficou em segundo lugar, atrás do campeão SC Fürstenfeldbruck. A temporada 1979-80 foi a última na qual o vice da Landesliga não tinha o direito de jogar uma partida de repescagem contra um dos últimos da Bayernliga. Em seguida, o SB/DJK declinou rapidamente e, em 1983, deixou a Landesliga. Adviria uma longa ausência das principais ligas da Baviera. 
O SB passou à Bezirksliga nos anos seguintes, de qualificação para a nova Bezirksoberliga Oberbayern, em 1988. O clube oscilou entre este campeonato e a Bezirksliga nas seguintes quinze temporadas. Os resultados melhoraram a partir de 2004. A equipe terminou vice-campeã da liga em 2007 e fez um retorno à Landesliga após uma ausência de 24 anos. Os bons resultados na Landesliga nos anos seguintes culminaram no título na temporada 2010-11, quando retornaria à Bayernliga pela segunda vez. No final da temporada 2011-12 conseguiu se classificar para a fase de promoção da nova Regionalliga Bayern, mas foi nocauteado pelo FC Augsburg II na primeira fase. O clube, porém, manteve o seu lugar na Bayernliga, entrando na divisão sul da liga recém-dividida a partir de 2012.

## Títulos

### Ligas
- Landesliga Bayern-Süd
  - Campeão: (2) 1978, 2011
  - Vice-campeão: 1980
- Bezirksoberliga Oberbayern
  - Vice-campeão: 2007
- Bezirksliga Oberbayern-Ost
  - Campeão: 1977
  - Vice-campeão: (2) 1993, 2002

## Cronologia recente
| Temporada | Divisão                    | Módulo | Posição |
| 1999–2000 | Bezirksliga Oberbayern-Ost | VII    | 7°      |
| 2000–01   | Bezirksliga Oberbayern-Ost | VII    | 7°      |
| 2001–02   | Bezirksliga Oberbayern-Ost | VII    | 2° ↑    |
| 2002–03   | Bezirksoberliga Oberbayern | VI     | 11°     |
| 2003–04   | Bezirksoberliga Oberbayern | VI     | 6°      |
| 2004–05   | Bezirksoberliga Oberbayern | VI     | 13°     |
| 2005-06   | Bezirksoberliga Oberbayern | VI     | 6°      |
| 2006–07   | Bezirksoberliga Oberbayern | VI     | 2° ↑    |
| 2007–08   | Landesliga Bayern-Süd      | V      | 9°      |
| 2008–09   | Landesliga Bayern-Süd      | VI     | 4°      |
| 2009–10   | Landesliga Bayern-Süd      | VI     | 5°      |
| 2010–11   | Landesliga Bayern-Süd      | VI     | 1° ↑    |
| 2011–12   | Bayernliga                 | V      | 14°     |
| 2012–13   | Bayernliga Süd             | V      | °       |

## Fonte
- Grüne, Hardy (2001). Vereinslexikon. Kassel: AGON Sportverlag ISBN 3-89784-147-9